# Robert Teichmüller

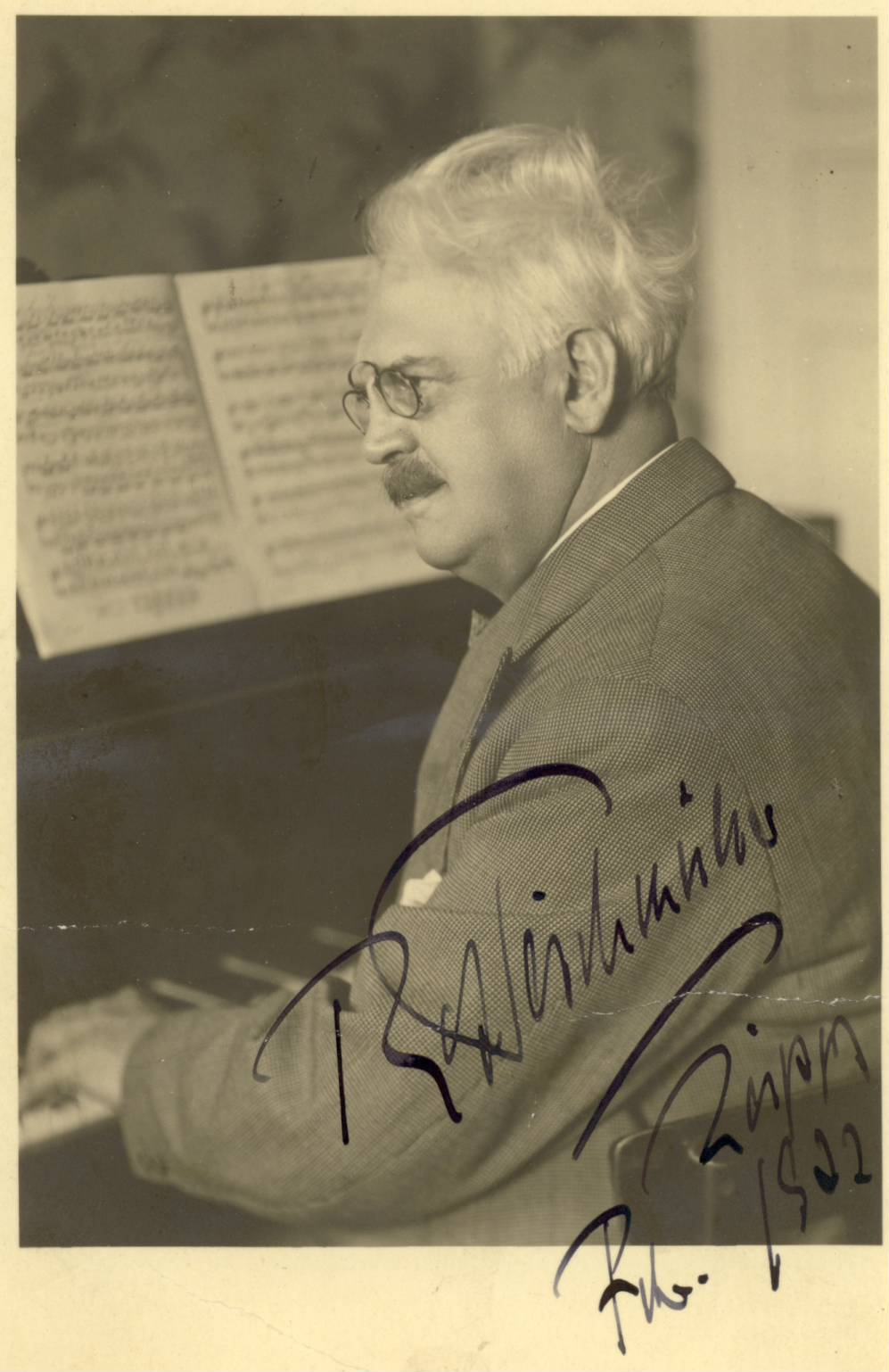
Robert Teichmüller, Leipzig, Februar 1922. Foto mit eigenhändiger Unterschrift, seiner Schülerin Ingrid Marianne Nagler, der Tochter des Dirigenten Karl Nagler, gewidmet

Robert Teichmüller (* 4. Mai 1863 in Braunschweig; † 6. Mai 1939 in Leipzig) war ein deutscher Pianist und Hochschullehrer.

## Leben
Robert Teichmüller studierte Klavier und Musiktheorie bei Carl Reinecke an dem von Felix Mendelssohn Bartholdy gegründeten Königlichen Konservatorium der Musik zu Leipzig, wo er später selbst als Hochschullehrer wirkte und ab 1897 die Klavierausbildung leitete. 1908 wurde er zum Professor ernannt. Er zählte zu den einflussreichsten Klavierpädagogen seiner Zeit. Zu seinem Schülerkreis gehörten Günther Ramin, Sigfrid Karg-Elert, Kurt Hessenberg, Rudolf Wagner-Régeny, Felix Wolfes, Bruno Hinze-Reinhold, Paul Aron, Jón Leifs, Rudolf Mauersberger, Marc Lavry, Erwin Thiele, Ingrid Marianne Nagler, Rosl Schmid, Heinrich Sthamer, Herbert Albert und Andreas Barban, Kanada.
Teichmüller war außerdem Herausgeber revidierter Klavierausgaben von Wolfgang Amadeus Mozart und Max Reger. Er war zusammen mit dem Komponisten Kurt Herrmann Verfasser des 1927 erschienenen Werkes „Internationale moderne Klaviermusik: Ein Wegweiser und Berater“.

## Notizen
1. ↑  Barban, Encyclopedia of Music in Canada und Barban im LexM, Universität Hamburg

| Personendaten    | Personendaten                         |
| ---------------- | ------------------------------------- |
| NAME             | Teichmüller, Robert                   |
| KURZBESCHREIBUNG | deutscher Pianist und Hochschullehrer |
| GEBURTSDATUM     | 4. Mai 1863                           |
| GEBURTSORT       | Braunschweig                          |
| STERBEDATUM      | 6. Mai 1939                           |
| STERBEORT        | Leipzig                               |